# 20394 Фату
20394 Фату  (20394 Fatou) — астероїд головного поясу, відкритий 28 червня 1998 року.
Тіссеранів параметр щодо Юпітера — 3,188.